# 務安警察署
務安警察署（ムアンけいさつしょ）は、全南地方警察庁所管の警察署である。

## 管轄区域
- 務安郡

## 沿革
- 1945年10月21日 - 開署

## 組織
- 警務課
- 生活安全課
- 捜査課
- 情報保安課
- 警備交通課

## 管轄派出所
- 僧達派出所
- 南岳派出所
- 玄慶派出所
- 一老派出所
- 青渓派出所
- 海際派出所

## 管轄治安センター
- 夢灘治安センター
- 雲南治安センター
- 望雲治安センター